# Cordău, Bihor
Cordău este un sat în comuna Sânmartin din județul Bihor, Crișana, România.